# Зверев, Геннадий Леонидович
Генна́дий Леони́дович Зве́рев (16 марта 1955, Рязань) — священнослужитель Русской православной церкви, митрофорный протоиерей; член Епархиального совета Санкт-Петербургской епархии. Настоятель Софийского собора в Царском Селе.

## Биография
Родился 16 марта 1955 года в Рязани в семье рабочих, Леонида Анатольевича и Елизаветы Прохоровны Зверевых. Женат на Марии Васильевне (урожденной Царевой), филологе, преподавателе русского языка и литературы. Дети: Никита (родился в 1983 году) — протоиерей, настоятель Екатерининского собора в Пушкине, благочинный Царскосельского благочиния; Ульяна (родилась в 1985 году).
Окончил в 1979 году Ленинградскую духовную семинарию; в 1981 году — Ленинградскую духовную академию.
В 1973—1975 годах служил в ВМФ СССР, звание: старшина 1-й статьи. После увольнения стал иподиаконом митрополита Ленинградского Никодима (Ротова), а с 1981 года — иподиаконом митрополита Ленинградского и Новгородского Антония и экономом Ленинградского епархиального управления. 13 февраля 1982 года в новгородской церкви святого апостола Филиппа митрополитом Антонием (Мельниковым) был рукоположен во диакона, а через два дня (15 февраля) в ленинградском Троицком соборе — во священника.
С 6 января 1987 года священник церкви святого праведного Иова на Волковском кладбище (Санкт-Петербург); а с 1 июня 1989 года — настоятель Софийского собора в Пушкине. С этого времени по инициативе протоиерея Геннадия было отреставрировано и возведено более 20 храмов в Пушкине, Павловске и окрестностях (в том числе Екатерининский собор, Духовно-просветительский центр с Сергиевской церковью и Покровский храм).

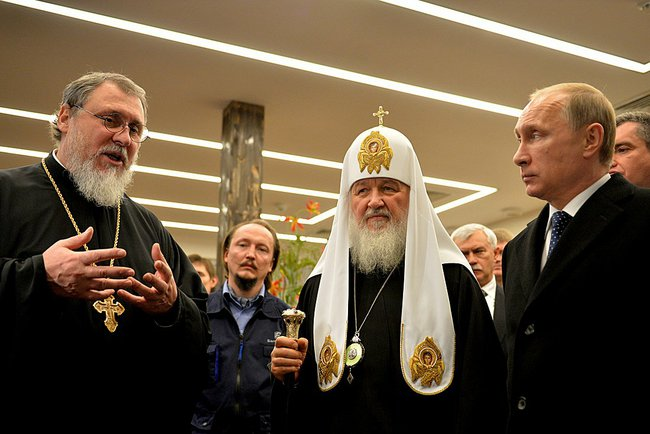
Протоиерей Геннадий Зверев (слева) во время открытия Духовно-просветительского центра в Царском Селе

18 октября 1994 года одновременно стал управляющим (с 18 июня 2013 года — настоятелем) Патриаршим подворьем «Фёдоровский городок». С 1 июня 1998 года по 30 апреля 2017 года — благочинный Царскосельского округа.
Инициатор нескольких социальных программ, нацеленных на решение проблем детей, подростков и пожилых людей. Учредитель и руководитель благотворительного социального фонда «София». Организатор социальных домов и детских лагерей. Протоиерей Геннадий состоит в Общественном совете Балтийской медиа-группы.
В 1999 году отцу Геннадию Звереву было присуждено звание почётного гражданина Пушкина.

## Награды
Награды Русской православной церкви
- Орден святого равноапостольного великого князя Владимира III степени — 1997
- Орден святого равноапостольного великого князя Владимира II степени — 2005[5]
- Орден преподобного Серафима Саровского II степени — 2009[6]
- Орден святого благоверного князя Даниила Московского II степени — 2010[7]
- Орден преподобного Сергия Радонежского II степени — 2012
- Орден преподобного Серафима Саровского I степени — 2015
- Орден святого благоверного великого князя Александра Невского II степени — 2022

Государственные награды
- Медаль «В память 300-летия Санкт-Петербурга» — 2003[8]

## Публикации
- Делатель неукоризненный: Памяти митрополита Антония (Мельникова) // Журнал Московской Патриархии. — 2007. — № 5.